# 焦韶
焦韶（1454年—1513年），字鳳儀，四川成都府灌縣人，民籍，明朝政治人物。

## 生平
四川鄉試第四十九名舉人，成化二十三年（1487年）中式丁未科會試第二百十七名，三甲第二百二十二名進士。歷官曲靖军民府知府，弘治十八年（1505年）三月升雲南按察司副使。

## 家族
曾祖焦敏，刑部員外郎；祖父焦克讓，卒冠帶；父焦亮，訓導。母王氏；繼母吳氏。具庆下。子焦維章。